# سیدی ثابت
سیدی ثابت (به عربی: سيدي ثابت) یک منطقهٔ مسکونی در تونس است که در استان اریانه واقع شده‌است.
 سیدی ثابت  ۱۱٬۳۸۵ نفر جمعیت دارد.